# Flirey
Flirey é uma comuna francesa na região administrativa de Grande Leste, no departamento de Meurthe-et-Moselle. Estende-se por uma área de 15,77 km². Em 2010 a comuna tinha 155 habitantes (densidade: 9,8 hab./km²).